# Onilahyfloden

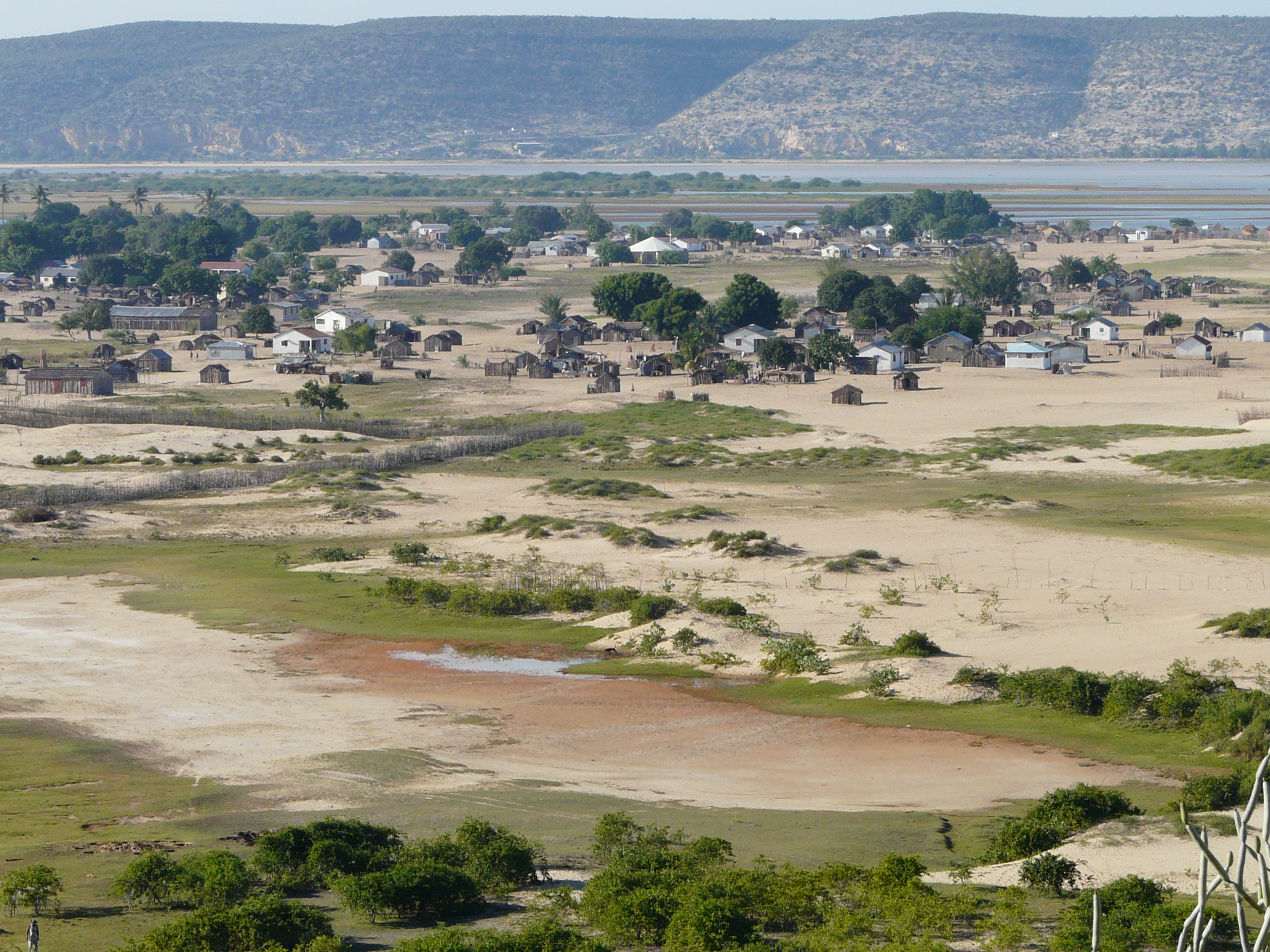
Saint-Augustin vid Onilahyflodens mynning.

Onilahyfloden (etymologi: ony lahy, den manliga floden) är en flod som flyter i sydvästra Madagaskar (Toliara-provinsen).
Floden är en av landets största. Den uppkommer från bergen nära Betroka och rinner västerut till utflödet i Moçambiquekanalen, vid Baie-de-Saint-Augustin, där den inte bildar något delta, vilket förklaras av förekomsten av en djup underjordisk ravin vid flodens slut.
Området längsmed floden har en rik biologisk mångfald med inhemska växter såsom palmen Dypsis onilahensis. Regnskogspartier bebos av olika arter av lemurer (det är ett endemiskt område för vesslemakier). Området kännetecknas även av smala rödstensraviner, risfält och traditionella byar bebodda av folkgrupperna sakalava och mahafaly.
I flodens vatten lever fiskar av arten Ptychochromis onilahy, som tillhör familjen ciklider och är endemisk i denna flod.